# 사도 (신세기 에반게리온)
사도(使徒 시토[*], Angel)는 《신세기 에반게리온》 시리즈에서 등장하는 가공의 존재로, 사해문서의 예언에 따라 지구에 출몰하는 생명과 물질의 경계조차 알 수 없는 수수께끼의 생명체들이다.

## 개요
사도는 NERV 본부가 있는 제3신동경시에 출몰하는 정체불명의 생명체를 이르는 명칭이다. 각각의 사도의 이름은, 사해문서에 근거해서 붙여져 있으며, 저마다 성격과 역할이 달라 사도들끼리 연계를 하여 습격하는 일은 없고, 언제나 단독으로 쳐들어온다.
참고로, 작품에서의 각 사도에 붙여진 이름들은 외경 에녹서에 나오는 천사의 이름에서 유래한다. 만화판에서는 연재의 진행에 따라 일부 사도가 묘사되지 않는 경우도 있어, 애니메이션 판에 등장하는 사도의 수가 총 17체(릴림 제외)임에 반해, 전 13체로 되어 있다. 또한, 2007년 9월 1일 개봉된 에반게리온 신극장판에서는 출현하는 사도에 붙이는 일련번호가 하나씩 뒤로 밀려 있다. 제5사도를 물리친 후 겐도가 '앞으로 8체'(あと8体)라고 언급한 부분으로 보아, 신극장판도 13체일 것으로 예상된다.
사도의 침략 목적은, 제3신도쿄시 지하의 공동에 있는 NERV 본부에 숨겨져 있는 제1사도인 '아담'과 융합하여, 서드 임팩트를 일으켜 인류를 멸망시키려는 것으로 되어 있다(단, 실제는 릴리스임). 사도는 S2 기관을 지니고 있어, 무한한 생명력을 자랑한다.
- 세컨드 임펙트는 릴림(또는 릴린(lilin), 즉 인간)이 아담과 융합하여 생긴 것이다.

## 특징
사도는 '생명 나무'의 과실을 취한 존재라 불리며, 인간에 비해 월등히 강한 생명력을 자랑한다. 또한 AT Field를 펼쳐 방어막으로 이용하며, 일부 사도의 경우 이 AT Field를 무기로 쓰기도 한다. 사도를 섬멸하기 위한 유일한 수단이 에바인 것도 이 AT Field 때문이다. 사도의 능력은 제각각이며, 몇몇 사도들은 정체를 알 수 없는 방법으로 공격하여 등장인물들을 위기에 빠뜨리기도 한다.
애니메이션 3화에서 등장한 제 4사도 '샴셀'을 섬멸했을 때 사도의 신체가 그대로 남아 샘플을 채취할 수 있었는데, 아카기 리츠코에 의하면 "인간의 유전자와 상당히 유사하다"라고 한다. 이는 사도가 또 다른 인류임을 증명한다.

## 사도의 목록

### TV 애니메이션

#### 아담
- 원제 : Adam, アダム
- 주신

제1사도. 하얀달의 계승자, 빛의 거인, 신, 무한자.
이 사도와의 접촉이 세컨드 임팩트를 초래했다고 하며 제레가 추진하는 인류보완계획의 요점이라고 할 수 있다. 이름의 유래는 성서에 나오는 인류의 시조인 아담이다.
제3사도 사키엘부터 제16사도 알미사엘까지의 사도들을 낳은 생명의 기원 중의 하나. 또, 에반게리온 초호기를 제외한 모든 에반게리온의 근원이기도 하다(0호기에 관해서는 다른 설이 존재하며, 초호기는 릴리스의 분신이다). 아담은 남극에서 발견되었다. 아담과 사도의 접촉을 막기 위해 아담을 알로 환원하기 위한 작업을 하던 도중에 각성하여 폭주, 세컨드 임팩트가 발생했다. 그 후, 그 육체는 태아 상태로까지 복원되어 최종적으로는 겐도의 손에 이식되고, 영혼은 나기사 카오루의 육체에 정착된다.

#### 릴리스
- 원제 : Lilith, リリス
- 주신

제2사도. 검은달의 계승자.
인류를 포함한 모든 지구상의 생물들의 시조인 원시 생명을 낳은 생명의 기원 중의 하나. 바요네타로 따지면 쥬벨리우스와 위치가 같다고 볼 수 있다.
특무기관 네르프 본부의 깊은 지하 속, 터미널 도그마에 십자가 책형 상태로 보존되고 있다.
에반게리온 초호기는 에반게리온 중 유일하게 릴리스로부터 만들어진 것이다(0호기도 똑같다는 설도 있다). 릴리스의 영혼은 영혼이 없는 아야나미 레이의 육체에 옮겨졌다.
릴리스의 얼굴에는 7개의 눈이 있는 가면이 씌워져 있는데, 이것은 요한 묵시록 5장 6절에 나오는 7개의 눈이 달린 어린 양을 그린, 에스파냐의 산 클레멘테 성당(현재는 바르셀로나의 카탈니어 미술관 소장)에 있는 12세기의 프레스코화에서 차용한 것으로 추정된다. 이 가면의 무늬는 제레의 마크로도 사용되었다

#### 사키엘
- 원제 : Sachiel, サキエル
- 상급 3대 제2계급「지천사」

제3사도. 애니에서 1화에 등장한 물의 천사, 상급 3대 제2계급 지천사단을 이끄는 대천사.
1화에서 등장했으나 초호기가 폭주함으로써 자폭으로 사라진다. 원래 머리는 하나였으나 N2폭뢰를 밟아서 입은 피해를 복구하는 과정에서 진화, 제2의 머리가 생성된다. 공격 수단은 오른쪽과 왼쪽 손에 달린 기다란 광선 기둥과 AT빔(십자가모양 빔). 방어수단은 AT필드.

#### 샴셀
- 원제 : Shamshel, シャムシエル
- 중급 3대 제6계급「능천사」

제4사도. 3화에 등장한, 에덴 동산의 천사들의 왕자이자 낮의 천사.
오징어에 가까운 두족류의 형태를 하고 있으며, 바다에서 출현했다. 출격한 에바 초호기에 의해 코어가 파손되어 활동이 정지됐다. 코어 외에는 거의 손상 없이 회수되어 네르프에 옮겨져 사도의 샘플이 된다. 디자인 모델은 오컬트 방면에서는 유명한 3m의 외계인이라 생각된다.

#### 라미엘
- 원제 : Ramiel, ラミエル

제5사도. 5화~6화에 등장한, 부활을 기다리는 영혼의 관리자이자 환시의 천사이며, 번개의 천사.
정팔면체의 형상을 갖고 있다. 강력한 AT필드를 전개하는 것과 동시에, 일정거리 내에 침입하는 대상물에게는 하전입자빔으로 저격하는 등 철벽 수비 능력을 자랑한다. 초호기를 대파시킨 후 네르프 본부에 침입하려고 했지만, 초호기와 0호기가 일본 전국의 전력을 모아서 쏜 장거리 양전자포에 저격당하여(야시마 작전) 격파당한다. 바요네타의 마천도기(魔天導器)인 골렘과 비슷한 느낌을 주며(실제로 바요네타 2의 골렘은 라미엘에 가깝게 디자인되어 있다), 공격 시 약점이 드러나는 점에서는 전뇌전기 버추얼 온 시리즈의 보스인 중기동요새 지구라트와 비슷하다.

#### 가기엘
- 원제 : Gaghiel, ガギエル
- 중급 3대 제4계급「주천사」

제6사도. 8화에 등장한, 물고기의 천사.
가오리와 비슷한 외형을 하고 있으며, 입 안에 코어가 숨어있다. 에바 2호기를 수송 중이던 함대를 공격한다. 기동한 2호기를 수중으로 끌어들이지만, 전함들에 의한 입 안을 향한 사격에 의해 격파된다.

#### 이스라펠
- 원제 : Israfel, イスラフェル
- 중급 3대 제5계급「역천사」

제7사도. 9화에 등장한, 음악의 천사.
같은 형태의 두 기체로 분열하는 능력을 가진 사도. 다른 한쪽이 다쳐도, 다른 한쪽이 무사하면 순식간에 회복할 수 있다. 에바 초호기와 2호기가 코어를 향해 더블라이더 킥으로 이점 동시 가중 공격을 하여 격파된다. 사도들 중 유일하게 이슬람교의 천사의 이름을 차용하였다.

#### 산달폰
- 원제 : Sandalphon, サンダルフォン
- 중급 3대 제5계급「역천사」

제8사도. 10화에 등장한, 타락천사들의 감옥이라는 제5천계의 지배자이며 태아의 천사.
아사마 산 화구에서 알 상태로 발견된 사도. 부화 후의 형태는 고생대 캄브리아기의 생물 아노말로카리스(Anomalocaris)를 모델로 하였다. 활동을 시작하기 전, 말하자면 알과 같은 상태였기 때문에, 처음에는 포획하려고 했으나 작전 실행 중에 부화를 시작했기 때문에 작전은 중단, 에바 2호기가 대고열 고압 사양(D형 장비)으로 열팽창을 이용하여 격파된다. 또한 대천사 중 한 명인 메타트론과는 쌍둥이이다.

#### 마트리엘
- 원제 : Matarael, マトリエル

제9사도. 11화에 등장한, 비의 천사.
사고(사실은 누군가에 의한 파괴 공작)로 정전 중인 네르프 본부를 공격한 거미와 같은 형태를 한 사도. 강력한 용해액으로 네르프 본부에 침입하려고 했지만, 수동 조작으로 출격한 에바 3기의 합동 공격으로 격파된다. 〈이상한 바다의 나디아〉에 등장한 네오 아틀란티스의 심볼과 같은 모양이다. 공격은 눈에서 산성을 띄는 액체를 내뿜는데, 에바 3기가 총으로 갈기니까 몸이 뚫렸다. 한마디로  사도들 중 최약체.

#### 사하퀴엘
- 원제 : Sahaquiel, サハクィエル
- 중급 3대 제6계급「능천사」

제10사도. 12화에 등장한, 하늘의 천사.
위성궤도상에서 자신의 몸을 질량 폭탄으로서 낙하시켜 네르프 본부를 파괴하려고 한 사도. 출현 당초에는 자신의 일부를 마치 눈물을 흘리는 듯이 떼어내 낙하시켜 착탄점을 확실히 오차 수정하면서, 마지막에는 본체로 낙하를 시도하지만, 에바 3기의 합동 공격을 받아 계획이 저지되었다.

#### 이로울
- 원제 : Iruel, イロウル

제11사도. 13화에 등장한, 공포의 천사.
미생물 형태의 사도. 네르프 본부의 메인 컴퓨터 마기 시스템을 해킹해 네르프 본부의 자폭을 실행하려고 했지만, 아카기 리츠코의 진화 촉진 프로그램 투여로 인해 자괴했다(마기와의 공생을 선택했다는 설도 있다). 유일하게 에바 이외의 방법으로 섬멸된 사도이다.

#### 레리엘
- 원제 : Leliel, レリエル

제12사도. 16화에 등장한, 밤의 천사.
공중을 떠다니는 구형의 그림자와 평면적인 몸체를 가진 사도. 구체 아래에 있는 그림자가 이 사도의 실체이며, 공중에 떠 있는 구체는 그 그림자이다. 내부의 AT필드에 의해서 유지되는 두께 약 3나노미터의 실체 내부에는 허수 공간(디락의 바다)이 펼쳐져 있다. 에바 초호기를 허수 공간 내부에 삼켰으나, 폭주한 초호기에 의해 안쪽에서부터 찢어져 섬멸된다.

#### 발디엘
- 원제 : Bardiel, バルディエル
- 상급 3대 제1계급「치천사」

제13사도. 18화에 등장한, 눈의 천사.
네르프 미국 지부로부터 공수된 에바 3호기의 나가노 현 마츠시로에서의 기동 실험 도중에, 에바 3호기에 침입해 융합, 탑승 중이었던 파일럿을 함께 지배하에 두었다. 2호기와 0호기를 순식간에 격파해 초호기와 대치하지만, 더미 시스템에 의해 강제 폭주당한 초호기에 의해서 3호기와 같이 격파된다. 격파되었을 때에 파일럿(스즈하라 토우지)은 애니메이션에서는 한쪽 발을 잃은 상태로 살아남지만, 오리지널 원복 책에서는 사망한다. 신극장판에서는 파란색 엑체괴물이 되는데, 토우지 대신 아스카가 타고 있었다. Q에서도 나오는 것을 보면, 살기는 했다.

#### 제르엘
- 원제 : Zeruel, ゼルエル
- 중급 3대 제5계급「역천사」

제14사도. 19화에 등장한, 힘의 천사.
최강의 사도. 땅딸막한 체구에, 작게 접은 띠모양의 완부(무기로 사용)를 가졌으며, 공중을 부유해 이동한다. 신체 상부의 안장 부분에서는 강력한 빔을 발사해 제5사도 라미엘이 돌파하는 데 수시간을 필요로 한 지하 공간 상부의 장갑을 순식간에 용해시킬 정도의 위력을 가졌다. 코어는 눈꺼풀과 같은 실드로 보호한다. 지하 공간 안으로 침입한 후, 요격하러 나온 에바 2호기의 양팔과 머리 부분을 절단시켜 무력화하였으며, 에바 0호기의 N2폭탄에 의한 자폭 공격에도 살아남았다. 마침내 네르프 본부 안으로 침공하였으나 긴급출동한 신지의 초호기에 의해 지상으로 나온다. 후에 초호기를 압도하나 각성한 에바 초호기에 의해 대패, 초호기 강화를 위한 제물이 되어 잡아먹힌다.

#### 아라엘
- 원제 : Arael, アラエル

제15사도. 22화에 등장한, 새의 천사.
빛나는 새와 같은 형상을 가진 사도. 위성궤도상에서 에바 2호기의 파일럿에게 정신 공격을 가하지만, 에바 0호기가 투척한 롱기누스의 창에 맞아 격파된다.

#### 알미사엘 (아르미사엘)
- 원제 : Armisael, アルミサエル

제16사도. 23화에 등장한, 자궁의 천사.
빛나는 DNA와 같은, 이중 태엽의 원환구조를 가진 사도. 대상물을 침식해 융합하려고 하는 습성을 지녔다. 요격하러 나온 에바 0호기를 침식, 융합을 시도하지만 0호기의 자폭에 의해 격파된다.

#### 타브리스
- 원제 : Tabris, タブリス

제17사도. 24화에 등장한, 자유 의지의 천사.
즉, 나기사 카오루는 마지막 사도로 제레에 의해서 아담의 영혼을 인공 육체에 이식하여 만들어졌다. 인류 전체에서의 선택받은 에반게리온 파일럿인 칠드런의 한 명이라는 개체적 특징이자 신분으로서 네르프 본부에 이송되었다. 인류를 리린이라고 부르며, 노래를 “리린이 낳은 문화의 극치”라고 평가하는 등 초연한 태도를 보이는 소년이다.
스스로의 의사로 에바와의 싱크로율을 경이로운 수준의 차원에서 자유자재로 조종할 수 있다. 에반게리온 2호기를 외부에서 조종해서 네르프 본부의 센트럴 도그마로 강하, 최하층에 도달해 아담을 유폐시킨 헤븐즈 도어(천국의 문)를 열었으나, 그것이 아담이 아닌 릴리스라는 것을 알고 접촉을 중지,충격을 받고 실망하여 뒤쫓아온 에반게리온 초호기에게 스스로의 의지로 죽음을 선택하여 신지에게 초호기의 손에 압사당한다. 그러나 나기사 카오루의 정신체는 살아남았다. 코믹판에서는 등장의 시기나 성격 등 다른 점들이 많다.

#### 리린(단, 한국어 자막에서는 릴린. 리린은 일본식의 일본어 발음이다. 원어는 릴린이다)
- 원제 : Lilin, リリン

제18사도. 카오루가 인류를 가리켜 한 말. 극장판에서는 미사토에 의해 ‘인류=리린=18사도’라고 해설된다. 릴리스의 딸들인 리린에서 유래된 명칭이라 여겨진다.
11화에서의 네르프 본부의 정전 사태나 극장판에서 네르프 본부를 기습 공격해 제압에 성공하는 등, 어떤 의미로 보자면 인간이 마지막 사도라고도 할 수 있다.
릴리스의 거짓된 흑월의 계승자이기도 하다.

### 신극장판

#### 아담스
제1사도(추정).
TV판 아담과 비슷한 위치에 있는 것으로 추정되며. 그 수가 네명이라 아담스(Adams)라 불리는 것으로 여겨진다.에반게리온 제13호기는 아담스의 살아남은 자, 에반게리온 마크 9는 아담스의 그릇, 에반게리온 마크 6는 아담스 (사도를 인공적으로 주입), 초호기는 불명. 나기사 카오루는 자신이 제1사도에서 제13사도로 강등됐다고 하는데, 이 제1사도가 아담스인지는 불명이다.

#### 릴리스
- 원제 : Lilith, リリス
- 주신

제2사도. 흑월의 계승자.
인류를 포함한 모든 지구상의 생물들의 시조인 원시 생명을 낳은 생명의 기원 중의 하나. 바요네타로 따지면 쥬벨리우스와 위치가 같다고 볼 수 있다.
특무기관 네르프 본부의 깊은 지하 속, 터미널 도그마에 십자가 책형 상태로 보존되고 있다. 에반게리온 초호기는 에반게리온 중 유일하게 릴리스로부터 만들어진 것이다(0호기도 똑같다는 설도 있다). 릴리스의 영혼은 영혼이 없는 아야나미 레이의 육체에 옮겨졌다.
릴리스의 얼굴에는 가면이 씌워져 있는데, 애니메이션에서 나온 것과는 달리 제4사도 '사키엘'의 얼굴과 흡사하게 생겼다.

#### ???(명칭불명)
- 원제 : ???

제3사도. 신극장판 '파'에 등장한 사도.
용이나 개 비슷한 두개골이 달린 거대한 지네의 모습을 하고 있다. 코어는 머릿속에 들어있다. 영구동토에서 발견되어 유럽 네르프 지부로 옮겨졌으나 탈출, 마리의 에반게리온 가설5호기에 의해 격파된다.

#### 사키엘
- 원제 : Sachiel, サキエル
- 상급 3대 제2계급「지천사」

제4사도. 신극장판 '서'에 등장한, 물의 천사, 상급 3대 제2계급 지천사단을 이끄는 대천사.
초반에는 에바 초호기를 가볍게 제압했으나 초호기가 폭주함으로써 자폭으로 사라진다. 원래 머리는 하나였으나 N2폭뢰를 밟아서 입은 피해를 복구하는 과정에서 진화, 제2의 머리가 생성된다. 공격 수단은 오른쪽과 왼쪽 손에 달린 파일벙커와 십자가 모양 빔). 방어수단은 AT필드.

#### 샴시엘
- 원제 : Shamshel, シャムシエル
- 중급 3대 제6계급「능천사」

제5사도. 신극장판 '서'에 등장한, 에덴 동산의 천사들의 왕자이자 낮의 천사.
오징어에 가까운 두족류의 형태를 하고 있으며, 바다에서 출현했다. 다리가 TV판에서보다 더 세밀하게 묘사되었다. 출격한 에바 초호기에 의해 코어가 파괴되어 활동이 정지됐다. TV판과는 달리 신극장판에서는 AT필드가 붕괴되면 형체도 함께 붕괴되어 LCL액이 되어버리는 것으로 설정이 변경되었기 때문에 샘플은 채취하지 못했다.

#### 라미엘
- 원제 : Ramiel, ラミエル

제6사도. 신극장판 '서'에 등장한, 부활을 기다리는 영혼의 관리자이자 환시의 천사이며, 번개의 천사.
정팔면체의 형상을 갖고 있으며, 입자빔을 발사할 때에는 다양한 형태로 변형한다. 강력한 AT필드를 전개하는 것과 동시에, 일정거리 내에 침입하는 대상물에게는 하전입자빔으로 저격하는 등 철벽 수비 능력을 자랑한다. 변형한 형태에 따라 입자빔의 위력이 다른 것으로 추정된다. 초호기를 대파시킨 후 네르프 본부에 침입하려고 했지만, 초호기와 0호기가 일본 전국의 전력을 모아서 쏜 장거리 양전자포에 저격당하여(야시마 작전) 격파당한다. 바요네타의 마천도기(魔天導器)인 골렘과 비슷한 느낌을 주며(실제로 바요네타 2의 골렘은 라미엘에 가깝게 디자인되어 있다), 공격 시 약점이 드러나는 점에서는 전뇌전기 버추얼 온 시리즈의 보스인 중기동요새 지구라트와 비슷하다.

#### ???(예명:샤르기엘)
- 원제 : ???

제7사도. 신극장판 '파'에 등장한 사도.
추시계의 형태를 한 사도. 코어는 추처럼 매달린 채로 흔들리며, 두 개의 머리가 시계바늘처럼 360도 회전하여 반짝이면 바다에서 십자가모양의 얼음창이 솟아난다(정확히는 물이 먼저 솟아나오고 얼어붙는다). 또한 머리부분에서 촉수를 발사하기도 한다. 바다에서 출현하여 전함들을 전멸시키지만, 아스카의 2호기에 의해 격파된다.

#### 사하퀴엘
- 원제 : Sahaquiel, サハクィエル

제8사도. 신극장판 '파'에 등장한, 하늘의 천사.
위성궤도상에서 자신의 몸을 질량 폭탄으로서 낙하시켜 네르프 본부를 파괴하려고 한 사도. 출현 당초에는 구의 형태를 하고 있다가(이 형태는 AT 필드로 온몸을 감싸고 있었기 때문에 검은 구처럼 보였고 구 TV판의 사하퀴엘의 눈 모양이 빠르게 이동하고 있었다), 낙하하면서 형태를 변형하였다(처음엔 무지개 같은 무늬가 있는 구였다가 귤껍질 까지듯 펼쳐졌다). 에바 3기의 합동 공격을 받아 계획이 저지되었다.

#### 발디엘
- 원제 : Bardiel, バルディエル
- 상급 3대 제1계급「치천사」

제9사도. 신극장판 '파'에 등장한, 눈의 천사.
네르프 미국 지부로부터 공수된 에바 3호기의 나가노 현 마스치로에서의 기동 실험 도중에, 에바 3호기에 침입해 융합, 탑승 중이었던 아스카를 함께 지배하에 두었다. 초호기와 대치하지만, 신지가 전투를 거부한 탓에 겐도가 더미 시스템으로 변경시켜서 더미 시스템에 의해 조종당한 초호기에 의해서 3호기와 같이 격파된다.

#### 제르엘
- 원제 : Zeruel, ゼルエル
- 중급 3대 제5계급「역천사」

제10사도. 신극장판 '파'에 등장한, 힘의 천사.
최강의 사도. 땅딸막한 체구에, 온몸을 감은 띠모양의 완부(무기로 사용)를 가졌으며, 공중을 부유해 이동한다. 신체 상부의 안장 부분에서는 강력한 빔을 발사해 제6사도 라미엘이 돌파하는 데 수시간을 필요로 한 지하 공간 상부의 장갑을 순식간에 용해시킬 정도의 위력을 가졌다. 뿐만 아니라 자신의 AT필드로 에바를 밀어내는 위력까지 선보인다. 지하 공간 안으로 침입한 후, 마리가 조종하는 에바 2호기와 대치, 비스트 모드로 변신한 2호기를 제압하고, 0호기의 N2 미사일을 이용한 자폭 공격까지 막아낸다. 이후 0호기를 먹어치운 뒤 0호기와 레이와 융합하여 여성형 신체로 변신한다. 이후 인식신호가 0호기로 바뀌어 센트럴 도그마의 자폭 시스템을 무용지물로 만들어 유유히 중앙사령실에 들어가나, 신지의 초호기에 의해 지상으로 나온다. 후에 초호기를 압도하나 각성하여 유사신화 형태에 들어간 초호기가 빔이나 AT필드로 제압하여, 몸이 LCL로 변했다가 레이의 형상으로 변하여 초호기에 흡수된다. 이후 초호기를 트리거로 한 서드 임팩트가 발생한다.

#### ???(명칭불명)
- 원제 : ???

제 11사도.
이 사도는 존재만 있다뿐이지 신극장판이 끝나기까지 나온 적이 없다.
- 원제 : ???

제 12사도. 신극장판 'Q'에서 등장
에반게리온 마크 6 의 시체 안에 잠들어있던 사도. 특별한 공격능력 없이 에반게리온 제 13호기가 흡수, 포스 임팩트를 일으킨다.

#### 타브리스
- 원제 : Tabris, タブリス

제13사도. 신극장판 '서'에 등장한, 자유 의지의 천사.
마지막 사도로 제레에 의해서 아담의 영혼을 인공 육체에 이식하여 만든 나기사 카오루라는 인류 전체에서의 선택받은 에반게리온 파일럿인 칠드런의 한 명이고, 피아노를 잘 친다.
에반게리온 '서'와 '파'에서는 잠깐씩만 등장하지만 에반게리온'Q'에서 신지를 행복하게 해주겠다며 DSS초커를 풀어주고 자기 목에 차면서 서드 임팩트를 원래대로 되돌리자고 한다. 그러나 그것은 겐도의 함정이었고, 포스 임팩트가 일어나게 된다. 후에 DSS초커가 발동되며 사망. 신극장판 마지막에 신지와 카지 료지에게 구원받으면서 에바가 없는 세계에에서 레이와 같이 있는 모습을 보이면서 출연 종료

## 복제 사도(모바일판)
모바일판 영혼의 카타르시스에서는 SEELE(제레)가 주도하는 신계획의 일환에 따라 NERV가 이제 "사도의 클론"을 개발하고 양성할 수 있는 시스템을 갖추게 되었기 때문에 언제나 적으로 상대했던 사도를 아군으로 써먹을 수 있게 됐다.
하지만 복제 사도를 어떻게 활용하느냐에 따라 양날의 검이 될 수 있는데, 다른 도시를 제압하기 위해서는 사도를 이용하지만 적 사도 클론의 공격을 막을 때는 에바를 출동시킨다.

## 같이 보기
- 신세기 에반게리온의 등장인물 목록
- 에반게리온 (가공의 병기)